# Magnolia kachirachirai
Magnolia kachirachirai är en magnoliaväxtart som först beskrevs av Ryozo Kanehira och Yoshimatsu Yamamoto, och fick sitt nu gällande namn av James Edgar Dandy. Magnolia kachirachirai ingår i släktet Magnolia och familjen magnoliaväxter. Inga underarter finns listade i Catalogue of Life.